# Gonzalo A. Esteva
Gonzalo Aurelio Esteva y Landero fue un periodista y diplomático mexicano, nació en Veracruz, México el 18 de febrero de 1843.  Trabajó con la generación de liberales de 1857. En 1869 funda la revista El Renacimiento junto con Ignacio Manuel Altamirano. En 1878 fundó el periódico El Nacional, el cual fue considerado como el vocero de la clase alta de la sociedad capitalina.

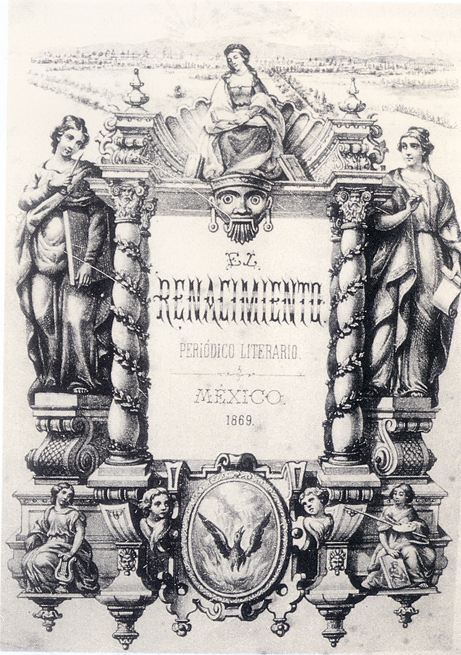
Durante un año Gonzalo A. Esteva financió la revista, primer proyecto de reconciliación entre Liberales y Conservadores

Su experiencia diplomática se remonta al tiempo del Segundo Imperio, pues sirve como Segundo Secretario en las Legaciones de México en Francia e Italia en 1865. Con la caída del imperio de Maximiliano de Habsburgo, regresa a México. Se incorpora al gobierno liberal del presidente Juárez, donde se desempeña entre 1871 y 1872 como Oficial primero de la Sección de Europa de la Cancillería.
Fue diputado al Congreso de la Unión en tres ocasiones: en la VII Legislatura (1873-187), la VIII Legislatura (1875-1878) y la XV Legislatura (1890-1892).  Combinará su carrera como legislador con su profesión de periodista. A pesar de su oposición al régimen del general Porfirio Díaz, el 17 de diciembre de 1891 es nombrado Ministro Residente de México en Italia. En agosto de 1898 es ascendido a Ministro Plenipotenciario. Además de la representación ante el Reino de Italia, Esteva tiene una importante participación en conferencias internacionales, las cuales son, ordenadas por año:
- 1896. Delegado al Primer Congreso Internacional de la Infancia.
- 1902. Delegado en el V Congreso Internacional para la Protección de la Propiedad Intelectual.
- 1903. Jefe de la Delegación de México al Congreso Internacional de Ciencias Históricas.
- 1905. Delegado a la Conferencia Internacional de Agricultura.
- 1906. Jefe de la Delegación de México al VI Congreso Postal Universal.
- 1907. Jefe de la Delegación de México a la Conferencia de Paz de La Haya de 1907.
- 1908. Representante Permanente  de México ante el Instituto Internacional de Agricultura.

Esteva se mantendría en su puesto hasta agosto de 1914, fecha en que el Gobierno constitucionalista de Venustiano Carranza lo desconoce por haber estado bajo las órdenes de la administración de Victoriano Huerta. Vivirá en Roma hasta su muerte, el 15 de febrero de 1927.